# Escola Prática de Artilharia
A Escola Prática de Artilharia (EPA) GOC • MHA • MHL era um estabelecimento de ensino do exército português cujo objectivo principal é a formação na arma de artilharia. As instalações da EPA ficavam em Vendas Novas, no distrito de Évora, no Palácio Real de Vendas Novas.
A EPA foi criada em 1861 e desativada em 2013, passando as suas funções para a então criada Escola das Armas.

## História
A Escola Prática de Artilharia tem a sua origem em meados do século XIX (1853) quando o Palácio Real de Vendas Novas, construído no reinado de D. João V, em 1729, para celebrar os casamentos do D. José com a Infanta de Espanha, D. Maria Ana Vitória de Bourbon e do Príncipe das Astúrias Fernando VI de Espanha  com a Infanta de Portugal, D. Maria Bárbara, é entregue ao Ministério da Guerra por D. Maria II.
Os estudos para a instalação de uma escola do exército no palácio, nos terrenos adjacentes, tiveram início em 1857 por ordem de D. Pedro V, e com a supervisão do então Coronel Carlos Maria de Caula (mais tarde Marechal de Campo e 2.º Visconde de Elvas). Em 1860, tem início o funcionamento do estabelecimento militar e, em 1861, por portaria do Ministro da Guerra, o visconde de Sá da Bandeira, passa a designar-se por novo campo de instrução. O primeiro regulamento da Escola Prática de Artilharia data de 28 de Abril de 1861, que marca o funcionamento regular do estabelecimento.
O regulamento de 1874 vem trazer mudanças à situação vigente, e a EPA inicia um período de prosperidade, nomeadamente ao nível da aquisição de material de artilharia moderno da fábrica Krupp; e da reorganização do comando e da instrução da escola.
Em 1887 sai um novo regulamento que, de forma diferente do anterior, vem trazer uma estagnação à escola, não acompanhando a evolução das escolas homólogas estrangeiras, e trazendo contenção económica e administrativa. 
Em 1888, é criada uma escola de sargentos de artilharia que, mais tarde, em 1893, é transferida para as instalações da Escola Prática de Infantaria e Cavalaria (actual Escola Prática de Infantaria), para se integrar na Escola Central de Sargentos.
A situação provocada pelo anterior regulamento seria alterada pelo novo datado de 1893, que vem reorganizar todas as escolas militares. A EPA passa de uma unidade de treino de tiro, para um estabelecimento dedicado ao efectivo ensino escolar, com cursos para oficiais e sargentos.
Em 2008 após a reestruturação da composição das Brigadas do Exército Português a EPA passou a conter uma Bateria de Bocas de Fogo pertencente ao Grupo de Artilharia de Campanha da Brigada de Intervenção (1.ª BBF/GAC/BrigInt). Esta Bateria está equipada com o Obus rebocado M114 155 mm/23.
A 1 de Janeiro de 2009 é levantada a Bateria de Aquisição de Objectivos, cuja materialização ocorre a 4 de Dezembro do mesmo ano, no dia em que a unidade perfaz 150 anos e no dia da Arma, numa cerimónia presidida pelo Chefe de Estado-Maior do Exército, general Pinto Ramalho. A Bateria de Aquisição de Objectivos, sediada na Escola Prática de Artilharia, pertencente à Brigada Mecanizada, evolui de um Pelotão de Aquisição de Objectivos, que engloba as secções de Radar de Localização de Armas (AN/TPQ 36), Radar de Localização de Alvos Móveis (RATAC-S), Meteorologia (com a Estação Meteorológica Marwin) e Topografia (com a recente aquisição do BEEF - para vigilância nocturna do campo de batalha). A Bateria de Aquisição de Objectivos fornece apoio directo à Brigada Mecanizada.
A Escola Prática de Artilharia foi desativada a 1 de outubro de 2013, na sequência da decisão de se unificar as diversas escolas práticas das armas do Exército numa única Escola das Armas.

## Comandantes da EPA
| Patente         | Nome                                       | Comissão    |
| --------------- | ------------------------------------------ | ----------- |
|                 | Desde a Revolução do 25 de Abril de 1974   |             |
| Coronel         | Vasco Vitorino Da Silva António            | (2020- )    |
| Coronel         | Carlos Manuel Cordeiro Rodrigues           | (2011-2020) |
| Coronel         | Henrique José Pereira dos Santos           | (2009-2011) |
| Coronel         | Maurício Simão Tendeiro Raleiras           | (2007-2009) |
| Coronel         | Fernando Joaquim Alves Cóias Ferreira      | (2005-2007) |
| Coronel         | Frederico José Rovisco Duarte              | (2002-2005) |
| Coronel         | Vítor Daniel Rodrigues Viana               | (2000-2002) |
| Coronel         | José Martins Cabaça Ruaz                   | (1998-2000) |
| Coronel         | José Domingos Canatário Serafim            | (1997-1998) |
| Coronel         | João Baptista Nabeiro Canelas              | (1995-1997) |
| Coronel         | Rui Manuel Martins Reis                    | (1993-1995) |
| Coronel         | Fernando Nunes Canha da Silva              | (1991-1993) |
| Coronel         | Fernando Vasconcelos Cabanas               | (1989-1991) |
| Coronel         | José Alberto da Costa Matos                | (1988-1989) |
| Coronel         | António Jorge Cardoso                      | (1987-1988) |
| Coronel         | Manuel de Azevedo Moreira Maia             | (1985-1986) |
| Coronel         | António de Albuquerque                     | (1984-1985) |
| Coronel         | António de Azevedo Dias                    | (1983-1984) |
| Coronel         | José Júlio Galamba de Castro               | (1981-1983) |
| Coronel         | Adriano de Albuquerque Nogueira            | (1980-1981) |
| Coronel         | Álvaro Santos Carvalho Seco                | (1978-1980) |
| Coronel         | Armando Bello Salavessa                    | (1977-1978) |
| Coronel         | Fernando Rui M. C. Passos Ramos            | (1976-1977) |
| Coronel         | João M. P. Carmo Sousa Teles               | (1974-1976) |
| Coronel         | Mário Belo de Cavalho                      | (1974-1974) |
| Coronel         | Joaquim Lago Arrais T. Magalhães           | (1974-1974) |
|                 | Estado Novo                                |             |
| Coronel         | José Luis A. Ferreira Machado              | (1973-1974) |
| Coronel         | Aldemar Dias da Costa                      | (1972-1973) |
| Coronel         | Tirocinado José Vasco Rodrigues Ramos      | (1971-1972) |
| Coronel         | Gaspar Pinto de Carvalho Freitas do Amaral | (1969-1970) |
| Coronel         | Dagoberto do Coito Graça                   | (1967-1969) |
| Coronel         | Manuel Maria Delgado e Silva               | (1965-1967) |
| Coronel         | Francisco António Correia Leal             | (1964-1965) |
| Coronel         | Tristão da Cunha C. Carvalhaes             | (1962-1964) |
| Coronel         | Armando Machado da Silva                   | (1962-1962) |
| Coronel         | José António dos Santos Monteiro           | (1961-1962) |
| Coronel         | Alfredo J. F. Vieira Pinto Oliveira        | (1961-1961) |
| Coronel         | Carlos Vidal de Campos Andrada             | (1960-1961) |
| Coronel         | António Augusto dos Santos                 | (1960-1960) |
| Coronel         | Carlos Vidal de Campos Andrada             | (1957-1959) |
| Coronel         | Joaquim Mendes Moreira Sacadura            | (1956-1957) |
| Coronel         | Acácio Seabra Mendes da Costa              | (1955-1956) |
| Coronel         | Carlos de Sousa Gordulho                   | (1954-1955) |
| Coronel         | Alnaldo José de Matos                      | (1950-1954) |
| Coronel         | Joviano Lopes                              | (1947-1950) |
| Coronel         | José Luciano da Silva Cravo                | (1947-1947) |
| Coronel         | Carlos Gonçalves Pereira Barros            | (1945-1947) |
| Coronel         | João José Soares Zilhão                    | (1942-1945) |
| Coronel         | Joaquim Dias Bastos                        | (1941-1942) |
| Coronel         | Ricardo Moreira do Amaral                  | (1940-1941) |
| Coronel         | Abel de Abreu Sotto Mayor                  | (1940-1940) |
| Coronel         | Alfredo Ernesto de Sousa Faria Leal        | (1936-1940) |
| Coronel         | Daniel Augusto Pinto da Silva              | (1933-1936) |
|                 | Ditadura Nacional                          |             |
| Coronel         | Albino P. Figueiredo da Rocha              | (1931-1933) |
| Coronel         | Joaquim da Silveira Malheiro               | (1927-1930) |
| Coronel         | Eugénio A. A. C. Bilstein Menezes          | (1926-1927) |
|                 | Primeira República Portuguesa              |             |
| Coronel         | Jacinto dos Reis Fischer                   | (1916-1926) |
| Coronel         | José Rodrigues L.M.E. Matos                | (1911-1916) |
|                 | Regime Liberal                             |             |
| Coronel         | João Segundo A. Rola Lobo                  | (1906-1911) |
| Coronel         | Joaquim A. Teixeira Sequeira               | (1904-1906) |
| Coronel         | Carlos E. Arbués Moreira Júnior            | (1901-1904) |
| Coronel         | Paulino António Correia                    | (1900-1901) |
| Coronel         | Júlio Carlos de Abreu e Sousa              | (1899-1900) |
| Coronel         | José G. de Figueiredo Mascarenhas          | (1898-1899) |
| Coronel         | João Eduardo Brito                         | (1896-1898) |
| Coronel         | João Carlos Rodrigues da Costa             | (1893-1896) |
| Coronel         | João Augusto D´Azambuja Proença            | (1890-1893) |
| Coronel         | António Pimentel Maldonado                 | (1889-1890) |
| Coronel         | Francisco H. Craveiro Lopes                | (1888-1889) |
| Coronel         | Duarte E. Vieira de Mendonça               | (1887-1888) |
| Coronel         | Inácio Augusto Nunes                       | (1887-1887) |
| Coronel         | Pedro Luis Machado                         | (1884-1887) |
| Coronel         | João Maria Rodarte                         | (1883-1884) |
| Coronel         | Vicente Ferreira Ramos                     | (1883-1883) |
| Coronel         | Emídio Xavier Machado                      | (1882-1883) |
| Coronel         | Guilherme Q. Lopes de Macedo               | (1881-1882) |
| Coronel         | António Cândido da Costa                   | (1880-1881) |
| Coronel         | António Valente do Couto                   | (1871-1880) |
| Coronel         | João Manuel de Mello                       | (1871-1871) |
| Tenente-Coronel | Manuel C. F. Coutinho Vasconcelos          | (1869-1871) |
| Coronel         | José Ribeiro Torres                        | (1869-1869) |
| Coronel         | Luis Augusto de Rosiéres                   | (1868-1868) |
| Tenente-Coronel | António Ladislau da C. Camarate            | (1867-1867) |
| Coronel         | José Maria de Jesus Rangel                 | (1867-1867) |
| Coronel         | António F. de Andrade Parreiras            | (1866-1867) |
| Coronel         | José Raimundo Damin                        | (1866-1866) |
| Coronel         | José Ribeiro Torres                        | (1866-1866) |
| Coronel         | José M. da Costa Monteiro                  | (1865-1865) |
| Coronel         | José Maria de Pina                         | (1865-1865) |
| Coronel         | Joaquim A. Riz Galhardo                    | (1864-1865) |
| Coronel         | Francisco Evaristo Leoni                   | (1863-1863) |
| Coronel         | Inocêncio José de Sousa                    | (1861-1863) |
| Tenente-Coronel | Francisco Simões Pereira de Carvalho       | (1860)      |

## Condecorações
- A 19 de Abril de 1939 foi feita Grande-Oficial da Ordem Militar de Cristo[2]
- A 25 de Abril de 1999 foi feita Membro-Honorário da Ordem da Liberdade[2]
- A 7 de Dezembro de 2011 foi feita Membro-Honorário da Ordem Militar de Avis[2]